# Ятвяги
Ятвягите са старопруско племе, което е етническо близко с литовците. Те са населявали Судовия в земите между Неман и Нарев. Препитавали се предимно със земеделие, лов и риболов. Земите им били подложени на нееднократни нападения от страна на древноруските князе (Владимир Велики, Ярослав Мъдри). Потомците на ятвягите участвали в етногенезата на литовската и беларуската нация.
През 12 век земите им са присъединени към Галицко-Волинското княжество и Мазовия, а през 1283 са завладени от Тевтонския орден. Част от земите им преминали във владението на Великото Литовско княжество.
Ятвягите вероятно са нямали писменост и езикът им, според сведенията в древноруските летописи, принадлежи към балтийската група на индоевропейското езиково семейство.
|  | Тази страница частично или изцяло представлява превод на страницата „Ятвяги“ в Уикипедия на руски. Оригиналният текст, както и този превод, са защитени от Лиценза „Криейтив Комънс – Признание – Споделяне на споделеното“, а за съдържание, създадено преди юни 2009 година – от Лиценза за свободна документация на ГНУ. Прегледайте историята на редакциите на оригиналната страница, както и на преводната страница, за да видите списъка на съавторите. ВАЖНО: Този шаблон се отнася единствено до авторските права върху съдържанието на статията. Добавянето му не отменя изискването да се посочват конкретни източници на твърденията, които да бъдат благонадеждни. |